# John George Brown

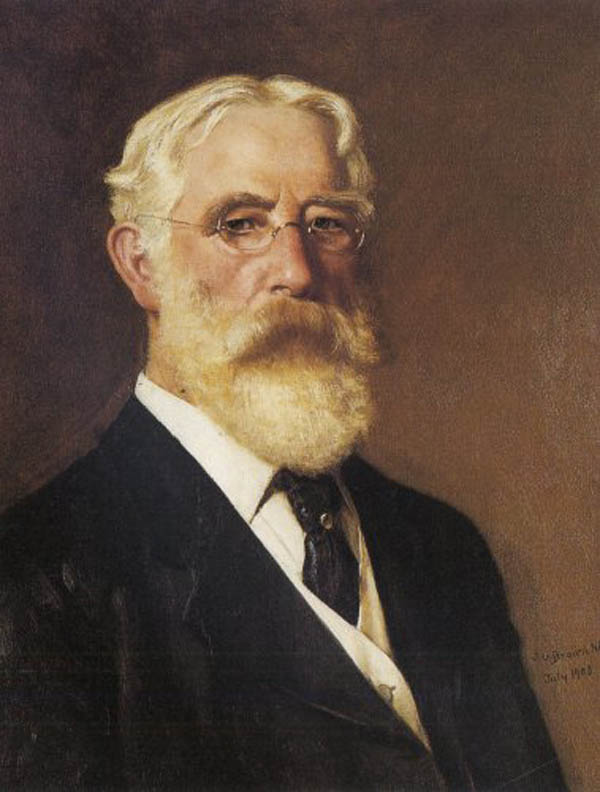
Autorretrato en 1908.

John George Brown (Durham, 11 de noviembre de 1831-Nueva York, 8 de febrero de 1913) fue un pintor inglés. Destacó sobre todo en los cuadros dedicados a la infancia.

## Biografía
Hijo de un abogado arruinado, Brown entró con catorce años de edad como aprendiz en el taller de un tallador de cristal de Newcastle-on-Tyne, donde trabajó hasta los veintiún años, mientras asistía a clases nocturnos en la Escuela de Desing con William Bell Scott. Entre 1852 y 1853 trabajó para la cristalerías Holyrood en Edimburgo, pero siguió estudiando en la Academia Trustees con Robert Scott Lauder. En 1853 se encontraba en Londres ganándose la vida realizando retratos, hasta que emigró a Estados Unidos, instalándose en Nueva York, donde continuó trabajando para la Flint Glass Company en Brooklyn. También prosiguió su formación como pintor en los cursos gratuitos de la escuela de arte de Graham, con Thomas Seir Cummings. Apreciado como artesano y artista por su jefe William Owen se casó con su hija en 1855, y con el apoyo de su suegro abrió su propio estudio de retratista. Más tarde, el marchante de arte Samuel S. P. Avery y el coleccionista John H. Sherwood (constructor del Sherwood Studio Building en 1880) influyeron en que se dedicara de pleno a sus cuadros costumbristas con escenas de niños, que le valieron el título de «los hijos de los pobres, los desheredados, los vagabundos y los abandonados, los huérfanos».
Instalado en dicho Studio Building, en la neoyorquina Calle 10 desde finales de la década de 1850, Brown fue uno de los miembros fundadores de la Brooklyn Arts Social (1859), de la Brooklyn Association (en 1861), y de la National Academy, de la que llegaría a ser vicepresidente entre 1899 y 1904.

## Selección de obras

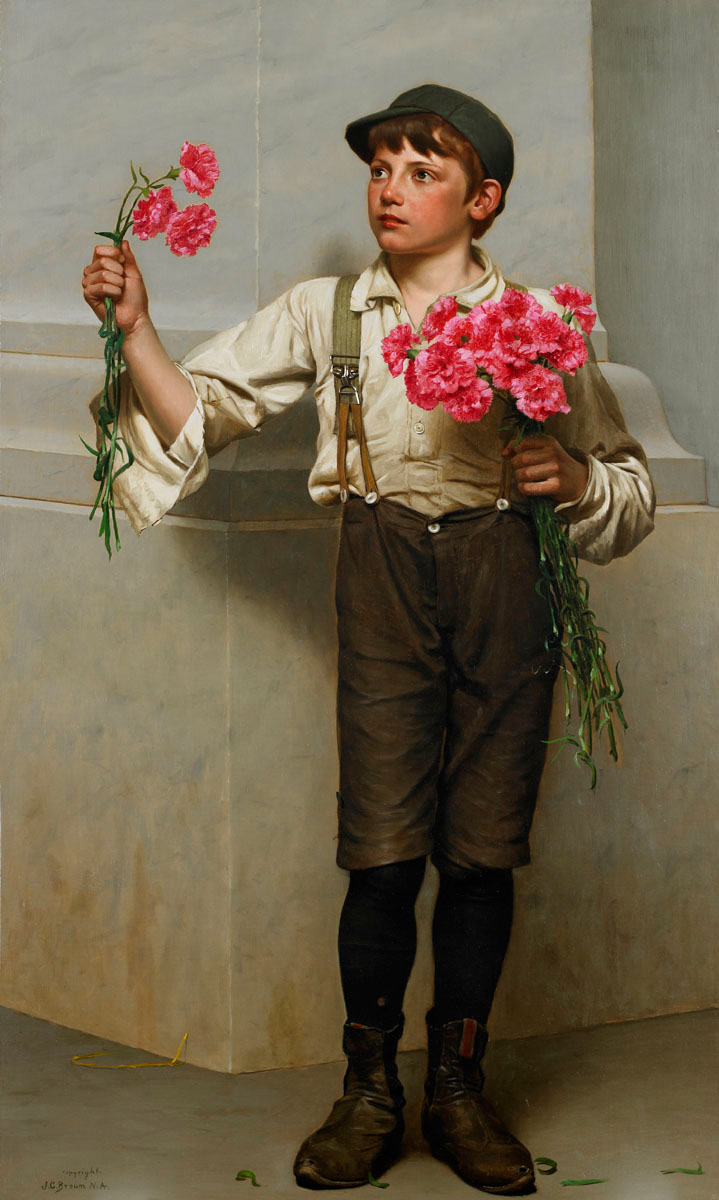
Tres por un duro, 1890, Birmingham Museum of Art, Birmingham, Alabama

De su obra, de un estilo más academicista que social, pueden documentarse cuadros como:
- Perfectamente feliz (Instituto americano de Arte Butler) 1885.
- Claiming the Shot: After the Hunt in the Adirodanks (Instituto de Arte de Detroit) 1865.
- Una fiesta sorpresa (Instituto de Arte de Detroit) 1888.
- El matón del vecindario (Museo Thyssen-Bornemisza) 1866.

- Decidir la cuestión (Museo Metropolitano de Nueva York), 1897.
- Lección de música (Museo Metropolitano de Nueva York), 1870.
- Curling un juego escocés en Central Park, (Museo de Fine Arts en Houston).